# 棕菇属
棕菇属（学名：Bogbodia）是球盖菇科下的一个属。

## 下属物种
本属包括以下物种：
- 沼泽棕菇 Bogbodia uda (Pers.) Redhead